# Charles Détré
Henri-Charles Détré, más néven Teder (Vincennes, 1855. május 27. – Clermont-Ferrand, 1918. szeptember 26.) francia író, szabadkőműves, martinista volt.

## Tevékenységei
Egy szabadkőművesség-ellenes könyvvel indította írói pályafutását, "Les apologistes du crime" (Bűntett dicsőítése) címmel, mely az Ősi és Elfogadott Skót Rítus, a Jezsuiták és a Római katolikus egyház ellen irányult.
Belgiumba ment, ahol egy zsarolási ügybe keveredett és kiutasították az országból. Angliába menekült, ahol találkozott John Yarkerrel, aki szabadkőműves iratokat adott át neki.
Papus halála után rövid ideig (1918-as haláláig) vezette a Martinista Rendet, a Memphis-Misraim Rítus francia ágát, az Ordo Templi Orientis-t és a Swedenborg Rítust(en). Ő állította össze a Martinista Rend rituáléit, kezdetben csak a Rend méltóságai számára. Jean Bricaud barátja volt, aki követte őt a Martinista Rend élén.

## Művei
- Neiges d'antan (folies poétiques), 1879
- Les Apologistes du crime, suivis de Tuer n'est pas assassiner, par le colonel Silas Titus, traité politique récompensé par le roi Charles II, adopté par le cardinal de Retz, par les Jésuites, les francs-maçons écossais, traduit et annoté par Charles Détré, 1901[5]
- Origines réelles de la franc-maçonnerie. III. L'Irrégularité du G* O* de France, par le F* Teder, 1909
- Rituel de l'Ordre Martiniste dressé par Teder, Paris, Dorbon, 1913; új kiadás: Paris, Demeter, 1990 et  réédition Téletès, 2016[6]

## Fordítás
- Ez a szócikk részben vagy egészben  a   Teder című francia Wikipédia-szócikk fordításán alapul.  Az eredeti cikk szerkesztőit annak laptörténete sorolja fel. Ez a jelzés csupán a megfogalmazás eredetét és a szerzői jogokat jelzi, nem szolgál a cikkben szereplő információk forrásmegjelöléseként.